# Stephen Shellen
Stephen Shellen est un acteur canadien né le 17 juin 1957 à Victoria au Canada.

## Biographie
Stephen Shellen s'est exilé à Chicoutimi, au Québec, de 2001 à 2004. Il a participé à quelques productions cinématographiques régionales.

## Filmographie

### Cinéma
- 1982 : Spring Fever (en) : Andy
- 1984 : Gimme an 'F' : Tommy Hamilton
- 1986 : Modern Girls : Brad
- 1987 : Talking Walls : Paul
- 1987 : Le Beau-père (The Stepfather) : Jim Ogilvie
- 1987 : La Pie voleuse (Burglar) d'Hugh Wilson : Christopher Marshall
- 1987 : Une affaire de famille (American Gothic) de John Hough : Paul
- 1988 : Still Life : Teddy Bullock
- 1988 : L'Amour au hasard (Casual Sex?) : Nick
- 1988 : Murder One : Wayne Coleman
- 1989 : Damned River : Ray
- 1992 : Et au milieu coule une rivière (A River Runs Through It) : Neal Burns
- 1992 : Bodyguard (The Bodyguard) de Mick Jackson : Tom Winston, Best Actor Presenter
- 1993 : April One : David Maltby
- 1995 : The Wrong Woman : Tom Henley
- 1995 : Dr Jekyll et Ms Hyde : Larry
- 1995 : Rude : Yankee
- 1995 : Deceptions II: Edge of Deception : Lieutenant Nick Gentry
- 1996 : Rolling Thunder : Hack Rollins
- 1997 : Honeymoon : Newman
- 1997 : Vivid : Cole Purvis
- 2000 : Frayeur à domicile (Frozen with Fear) : Jack Mize
- 2000 : 60 secondes chrono (Gone in Sixty Seconds) : Roger the Car Salesman
- 2002 : Déroute (Highway) : Clark Hayes
- 2004 : Nature Unleashed: Tornado (vidéo) : Ernie
- 2010 : Territoires : Brautigan

### Télévision
- 1982 : Your Place... or Mine (TV)
- 1984 : Les Amazones (Amazons) (TV) : Kevin
- 1984 : A Touch of Scandal (TV) : Billy Podovsky
- 1985 : Les Dessous d'Hollywood ("Hollywood Wives") (feuilleton TV) : Randy
- 1985 : Chaînes conjugales' (A Letter to Three Wives) (TV) : Nicky
- 1985 : En territoire ennemi (Behind Enemy Lines) (TV) : Lt. David Holland
- 1987 : Cameo by Night (série TV) : Larry Willard
- 1991 : Beauté fatale (Drop Dead Gorgeous) (TV) : Shelby Voit
- 1991 : Force de frappe ("Counterstrike") (série TV) : Luke Brenner (1990-1991)
- 1994 : Model by Day (TV) : Lt. Eddie Walker
- 1994 : Greyhounds (TV) : Evan Long
- 1995 : Au-delà du réel : L'aventure continue (TV) : Wayne Haas
- 1996 : Cap danger (Lifeline) de Fred Gerber (TV) : Yank